# Jitender Kumar (1977)
Jitender Kumar (Sisar Khas, Rohtak, 4 september 1977) is een Indiaas bokser. Hij vertegenwoordigde zijn vaderland bij twee Olympische Spelen: 2000 en 2004. Bij de Spelen won hij geen medailles. Wel won hij twee medailles bij de Gemenebestspelen, namelijk in 1998 (zilver) en 2002 (brons).